# ثاندر روزا
ميليسا سيرفانتس (من مواليد 22 يوليو 1986)، والمعروفة باسم ثاندر روزا في حلبة المصارعة، هي مصارعة محترفة مكسيكية-أمريكية. متعاقدة حاليًا مع شركة آول إليت ريسلينغ، حيث كانت في السابق بطلة العالم للسيدات في آول إليت ريسلينغ. بدأت مسيرتها الاحترافية في عام 2014، وظهرت أيضًا في عدة اتحادات، مثل ورلد واندر رينغ ستاردم، إمباكت ريسلينغ، والتحالف الوطني للمصارعة.